# Partido Regenerador
O Partido Regenerador foi um dos partidos do rotativismo da monarquia constitucional portuguesa, alternando no poder com o Partido Progressista, e que nasce na altura da Regeneração (1851–1868), como partido conservador oposto ao Partido Histórico.
Por morte de Rodrigo da Fonseca Magalhães, em 1858, foi chefiado e impulsionado até 1887 por Fontes Pereira de Melo, que não terá sido escolhido para o cargo através de eleição interna.
O órgão do partido era o jornal O Regenerador.
Mais de metade dos presidentes do conselho da segunda metade do século XIX pertenceram a esta formação política. Os seus líderes foram, além do referido Fontes Pereira de Melo (1856–1887), António de Serpa Pimentel (1887–1900), Ernesto Rodolfo Hintze Ribeiro (1900–1907), Júlio de Vilhena (1907–1909) e António Teixeira de Sousa (1909–1910).
Em 1901, a dissidência de uma facção liderada por João Franco deu origem ao Partido Regenerador Liberal.
Em 1903 o mesmo voltou a acontecer, sendo desta vez formado o Partido Nacionalista, liderado por Jacinto Cândido.
Essas cisões de dirigentes e apoiantes fizeram com que acabasse por representar a sua dissolução.

## Facções
Durante a década de 1870, são identificáveis três facções principais:
- Conservadores ou doutrinários (José Maria do Casal Ribeiro, Martens Ferrão): seguidores dos princípios da Carta Constitucional de 1826.
- Radicais ou Avançados (Augusto César Barjona de Freitas, Augusto Fuschini): progressistas e liberais, faziam passar as suas ideias através do jornal Comércio de Lisboa. Viria a dar origem à Esquerda Dinástica.
- Oportunistas ou Fontistas (António de Serpa Pimentel, Hintze Ribeiro): próximos de Fontes Pereira de Melo, e ligados aos jornais Revolução de Setembro, Jornal do Comércio e Diário Ilustrado.

### Dissidências
Após a morte de Fontes Pereira de Melo, a instabilidade vivida no partido e a falta de coesão interna deram origem aos seguintes partidos:
- Esquerda Dinástica
- Partido Regenerador Liberal
- Partido Nacionalista

## Resultados eleitorais

### Eleições legislativas
| Data            | Cl. | Votos | %             | +/-     | Deputados | +/-     | Status                     |
| --------------- | --- | ----- | ------------- | ------- | --------- | ------- | -------------------------- |
| 1851            | 1.º | N/D   | 78,0 / 100,0  |         | 125 / 159 |         | Governo                    |
| 1852            | 1.º | N/D   | 78,0 / 100,0  | 0       | 121 / 156 | 4       | Governo                    |
| 1856            | 2.º | N/D   | 25,0 / 100,0  | 53      | 41 / 162  | 80      | Oposição                   |
| 1858            |     | N/D   |               |         |           |         |                            |
| 1860            | 1.º | N/D   | 91,0 / 100,0  |         | 162 / 179 |         | Governo                    |
| 1861            | 2.º | N/D   | 22,0 / 100,0  | 69      | 40 / 177  | 122     | Oposição                   |
| 1864            | 2.º | N/D   | 18,0 / 100,0  | 4       | 32 / 177  | 8       | Oposição                   |
| 1865            |     | N/D   |               |         |           |         | Governo (Governo da Fusão) |
| 1867            |     | N/D   |               |         |           |         | Governo                    |
| 1868            |     | N/D   |               |         | 13 / 177  |         | Oposição                   |
| 1869            |     | N/D   |               |         |           |         | Oposição                   |
| 1870 (Março)    | 3.º | N/D   |               |         | 14 / 107  | 9       | Oposição                   |
| 1870 (Setembro) | 4.º | N/D   | 12,0 / 100,0  |         | 12 / 107  | 2       | Oposição                   |
| 1871            | 3.º | N/D   | 22,0 / 100,0  | 10      | 22 / 107  | 2       | Oposição                   |
| 1874            | 1.º | N/D   |               |         | 78 / 107  | 56      | Governo                    |
| 1878            | 1.º | N/D   | 70,8 / 100,0  |         | 97 / 137  | 19      | Governo                    |
| 1879            | 2.º | N/D   | 15,3 / 100,0  | 55,5    | 21 / 137  | 76      | Oposição                   |
| 1881            | 1.º | N/D   | 89,1 / 100,0  | 73,8    | 122 / 137 | 101     | Governo                    |
| 1884            | 1.º | N/D   | 72,9 / 100,0  | 16,2    | 110 / 151 | 12      | Governo                    |
| 1887            | 2.º | N/D   | 23,7 / 100,0  | 49,2    | 36 / 152  | 74      | Oposição                   |
| 1889            | 2.º | N/D   | 25,0 / 100,0  | 1,3     | 38 / 152  | 2       | Oposição                   |
| 1890            | 1.º | N/D   | 75,7 / 100,0  | 50,7    | 115 / 152 | 77      | Governo                    |
| 1892            | 1.º | N/D   | 42,0 / 100,0  | 33,7    | 52 / 152  | 63      | Governo                    |
| 1894            | 1.º | N/D   | 66,5 / 100,0  | 24,5    | 101 / 152 | 49      | Governo                    |
| 1895            | 1.º | N/D   | 100,0 / 100,0 | 33,5    | 114 / 114 | 13      | Governo                    |
| 1897            | 2.º | N/D   | 20,2 / 100,0  | 79,8    | 23 / 114  | 91      | Oposição                   |
| 1899            | 2.º | N/D   | 28,3 / 100,0  | 8,1     | 39 / 138  | 16      | Oposição                   |
| 1900            | 1.º | N/D   | 75,4 / 100,0  | 47,1    | 104 / 138 | 65      | Governo                    |
| 1901            | 1.º | N/D   | 67,6 / 100,0  | 7,8     | 100 / 148 | 4       | Governo                    |
| 1904            | 1.º | N/D   | 67,6 / 100,0  | Estável | 100 / 148 | Estável | Governo                    |
| 1905            | 2.º | N/D   | 21,6 / 100,0  | 46,0    | 32 / 148  | 68      | Oposição                   |
| 4/1906          | 1.º | N/D   | 70,3 / 100,0  | 48,7    | 104 / 148 | 75      | Governo                    |
| 8/1906          | 2.º | N/D   | 16,2 / 100,0  | 54,1    | 24 / 148  | 83      | Oposição                   |
| 1908            | 1.º | N/D   | 41,9 / 100,0  | 25,7    | 62 / 148  | 38      | Governo                    |
| 1910            | 1.º | N/D   | 58,0 / 100,0  | 16,1    | 30 / 155  | 32      | Governo                    |

## Regeneradores
- Amadeu de Castro e Sola
- António de Serpa Pimentel
- António José de Barros e Sá
- António Maria de Fontes Pereira de Melo
- António Rodrigues Sampaio
- António Teixeira de Sousa
- Armindo de Freitas Ribeiro de Faria
- Artur de Campos Henriques
- Augusto César Barjona de Freitas
- Ernesto Rodolfo Hintze Ribeiro
- João Ferreira Franco Pinto Castelo Branco
- Joaquim Ribeiro de Faria Guimarães
- Júlio Marques de Vilhena